# Praha 19
Městská část Praha 19 leží v severovýchodní části Prahy, v městském obvodu Praha 9, a její území je tvořeno katastrálním územím Kbely. Navazuje na identitu někdejší obce Kbely a její místní národní výbor.

## Správní obvod Praha 19

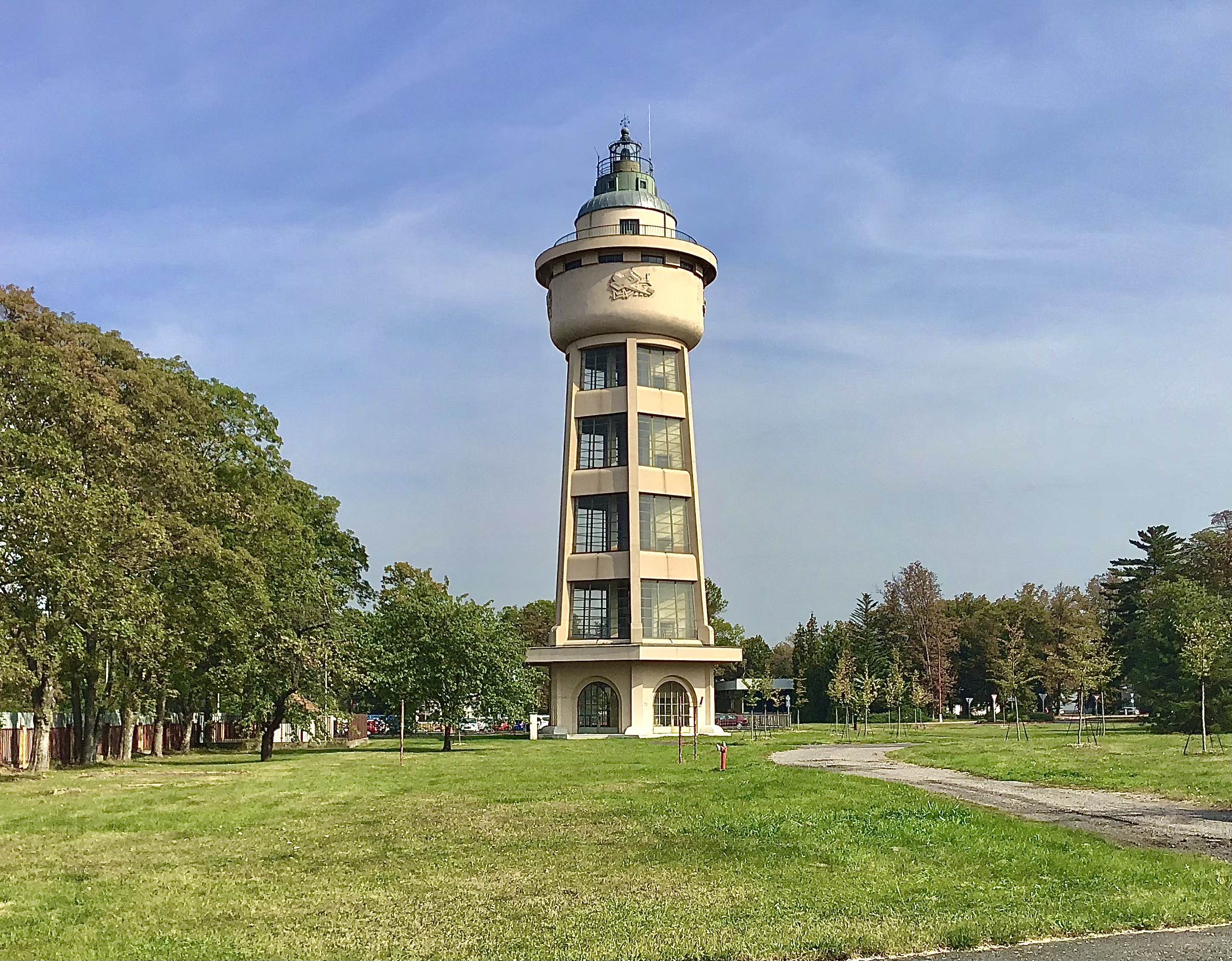
Kbelský maják

Městská část Praha 19 vykonává od 1. ledna 2002 přenesenou působnost též pro území městských částí Praha-Vinoř, Praha-Satalice a do konce října 2007 i pro městskou část Praha-Čakovice (do níž patří i Třeboradice a Miškovice).
S účinností od 1. listopadu 2007 byla městská část Praha-Čakovice přeřazena ze správního obvodu Praha 19 (Kbely) do správního obvodu Praha 18 (Letňany). Nový stav se tak opět přibližuje tomu, jaký platil do roku 2001.